# Kompi
Kompi, également orthographié Koumpi, est une commune rurale située dans le département de Kampti de la province du Poni dans la région Sud-Ouest au Burkina Faso.

## Géographie
Kompi se trouve à environ 7,5 km à l'est de Kampti, le chef-lieu du département, et de la route nationale 12 menant à la frontière ivoirienne.

## Santé et éducation
Kompi accueille un centre de santé et de promotion sociale (CSPS) tandis que le centre médical est à Kampti et que le centre hospitalier régional (CHR) de la province se trouve à Gaoua.